# Effet Kaye
Pour les articles homonymes, voir Kaye.
L'effet Kaye désigne le comportement complexe d'un fluide visqueux thixotrope décrit pour la première fois par Arthur Kaye en 1963.

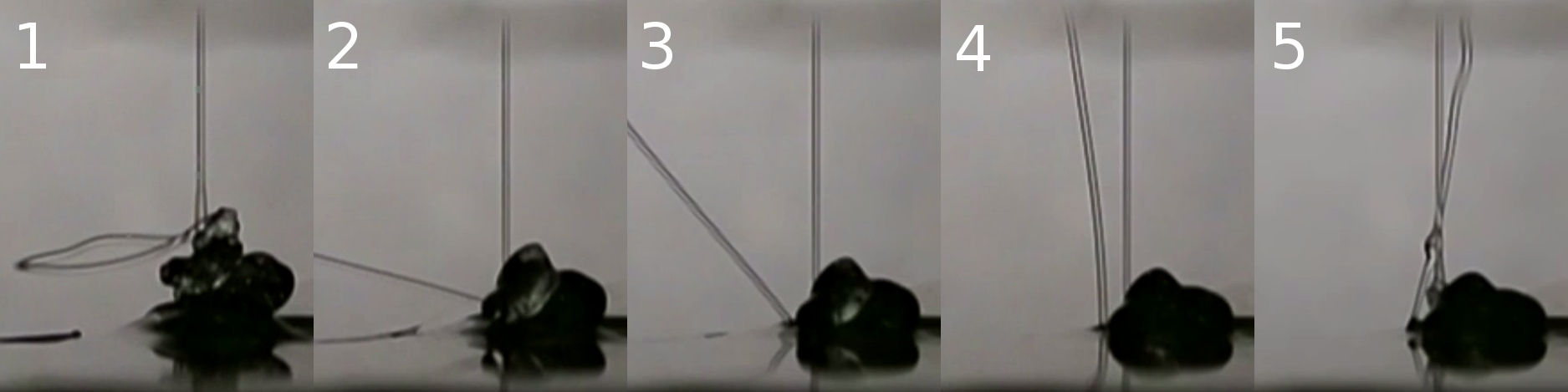
Une séquence d'images qui montrent l’évolution de l’effet. Sur l'image 1, on distingue un jet presque horizontal qui part d'un tas de liquide en forme de pyramide, qui se redresse jusqu'à l'image 5 où il est quasiment vertical.

## Description
Lorsqu'un fin filet de liquide visqueux organique, comme du shampoing, s'écoule et rencontre une surface, il commence par former un petit tas puis, soudain, un filet secondaire se forme. Le filet secondaire va s'élever à la verticale et se mélanger avec le filet primaire, stoppant ainsi sa source de production. La durée totale du phénomène est d'environ trois cents millisecondes. Si le socle est incliné toutefois, l'effet Kaye peut être stabilisé et servir de guide d'ondes optique, à la manière des fibres optiques. Le phénomène a depuis été observé dans plusieurs liquides thixotropiques, c'est-à-dire des liquides qui deviennent moins visqueux en s'écoulant.
L'observation n'a reçu d'explication qu'en 2006.